# Håkan Mild
Håkan Mild (Trollhättan, 14 giugno 1971) è un ex calciatore svedese.

## Carriera

### Club
Ha giocato come centrocampista. La sua carriera è girata intorno alla squadra dell'IFK Göteborg, nella quale ha militato complessivamente per 11 stagioni, vincendo pure 4 Campionati svedesi. Mild ha però lasciato la casacca del Göteborg per ben tre volte, nel 1993 per giocare con gli svizzeri del Servette, nel 1996 per vestire la maglia degli spagnoli della Real Sociedad e nel 2001 per una parentesi in Premier League con il Wimbledon. Ha poi concluso la carriera, nel 2005, nuovamente nell'IFK Göteborg.

### Nazionale
Tra il 1992 ed il 2001 è stato nel giro della Nazionale svedese con la quale ha segnato 8 reti in 74 presenze. 
Ha fatto parte della spedizione svedese a Barcellona '92, a USA '94 (dove gli scandinavi raggiunsero il terzo posto) e ad Euro 2000.

### Direttore Sportivo
Al termine della stagione 2005, dopo aver appeso le scarpe al chiodo, ha assunto il ruolo di direttore sportivo dell'IFK Göteborg, incarico che ha mantenuto fino al febbraio 2014.

## Palmarès

### Competizioni nazionali
- Campionato di calcio svedese: 4

IFK Göteborg: 1990, 1991, 1993, 1996
- Coppa di Svezia: 1

IFK Göteborg: 1991